# Niki (letecká společnost)
Niki byla rakouská nízkonákladová letecká společnost. Měla hlavní základnu na letišti Vídeň a sídlo ve stejném městě. Z převážně rakouských měst operovala lety na dovolenkové destinace v Evropě či severní Africe. Byla založena Niki Laudou v roce 2003. V roce 2011 byla odkoupena společností Air Berlin, která v roce 2017 zbankrotovala a po neúspěšném převzetí Lufthansou, tak v prosinci 2017 zanikla i společnost Niki. Většinu jejích letadel a zaměstnanců převzala skupina International Airlines Group, konkrétně nízkonákladová společnost Vueling.
Společnost provozovala zejména Airbusy A319, A320 a A321.